# Dlouhá Ves u Havlíčkova Brodu
Dlouhá Ves (deutsch Langendorf) ist eine Gemeinde in Tschechien. Sie liegt acht Kilometer südöstlich des Stadtzentrums von Havlíčkův Brod und gehört zum Okres Havlíčkův Brod.

## Geographie

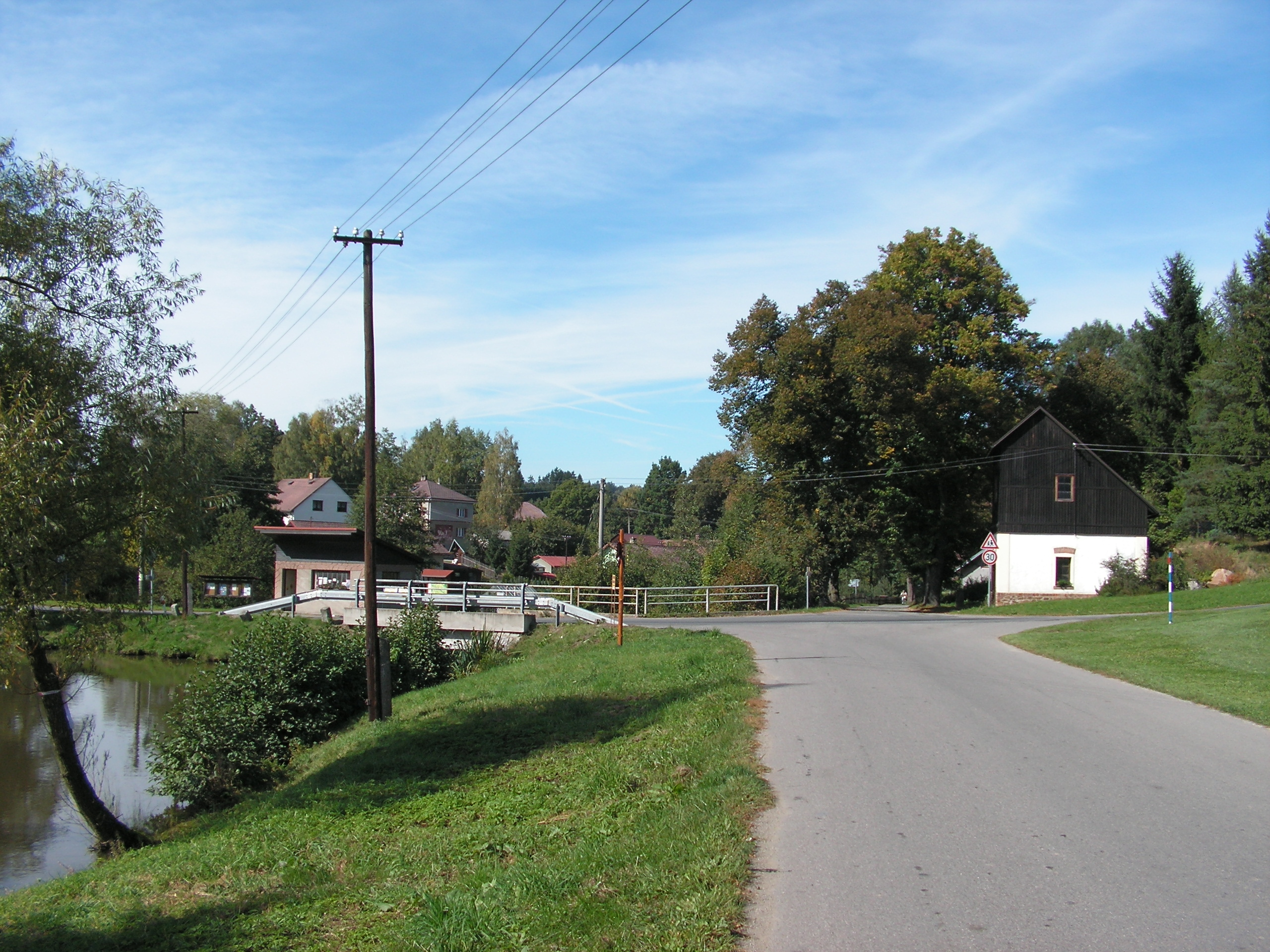
Dorfplatz in Dlouhá Ves

Dlouhá Ves befindet sich linksseitig der Sázava in der Hornosázavská pahorkatina (Hügelland an der oberen Sázava). Das Waldhufendorf erstreckt sich auf einer Länge von knapp 4 Kilometern im Seitental des Baches Dlouhoveský potok. Der Dorfbach und seine Zuflüsse sind in einer Vielzahl kleiner Teiche aufgestaut, die sich außerhalb des Siedlungsgebietes in Kaskaden aneinanderreihen. Nördlich des Dorfes verläuft die Bahnstrecke Brno–Havlíčkův Brod durch das Sázava-Tal. Im Osten erhebt sich der Jenč (Jentsch, 542 m n.m.), nordwestlich der Duškův kopec (Wartberg, 539 m n.m.).
Nachbarorte sind Simtany, U Tonerů, Štukhejlský Mlýn und Utín im Norden, Keřkov im Nordosten, Hesov, Uhry und Dvorek im Osten, Dolní Jablonná, Česká Jablonná und Brzkov im Südosten, Šachotín und Kněžská im Süden, Vysoká im Südwesten, Bartoušov im Westen sowie Termesivy, U Eisů, U Zachariásů, U Dušků, Pohled und U Pospíchalů im Nordwesten.

## Geschichte
Das Dorf wurde 1256 im Zuge der Binnenkolonisation des Grenzwaldes zwischen Böhmen und Mähren durch den Deutschen Orden gegründet. Die Ortsgründung steht im engen Zusammenhang mit der Entdeckung der Silbererzvorkommen um Brod Smilonis. Wegen seiner langgestreckten Form führte das Dorf den Namen Langendorf bzw. Longa Villa, der sich seit 1308 urkundlich nachweisen lässt. Die tschechisierte Form Dlouhá Ves ist seit 1437 überliefert. Die Kirche St. Nikolaus entstand ebenfalls im 13. Jahrhundert und war anfänglich eine Filialkirche der Pfarre Šlapanov. Das Dorf gehörte zu Beginn des 14. Jahrhunderts zu den Besitzungen des Benediktinerklosters Wilmzell, das es am 16. Oktober 1307 im Zuge eines Gütertausches an die Herrschaft Lipnitz abtrat. Raimund von Lichtenburg verpfändete Langendorf bereits 1308 an das Zisterzienserkloster Sedletz. Im Jahre 1316 erwarb der Archidiakon Ropoto das Dorf für 225 Schock Groschen und schenkte es später dem  Zisterzienserinnenkloster Vallis Sancta Mariae. Im Jahre 1335 stiftete das Nonnenkloster eine Pfarre in Langendorf unter dem Patronat der Äbtissin. Nach der Zerstörung des Klosters durch die Hussiten im Jahre 1424 bemächtigten sich weltliche Herren des Klosterbesitzes. Auch die Pfarre erlosch im 15. Jahrhundert, der Überlieferung nach soll der letzte Pfarrer während einer Pestepidemie aus dem Dorf geflohen sein. Im Jahre 1599 erwarb die Stadt Deutschbrod das Dorf. Im 17. Jahrhundert gelangte Langendorf zurück in den Besitz des Klosters Frauenthal; die Kirche ist seit 1643 eine Filiale der Frauenthaler Pfarre.
1782 hob Kaiser Joseph II. das Kloster Frauenthal auf und wies das Gut Frauenthal dem Religionsfonds zu, der auch das Patronat über Langendorfer Kirche übernahm. Im Plairhöfl (Pfarrhof) wurde 1792 eine Zweigschule für Langendorf, Pattersdorf und Uttendorf (Utín) eingerichtet. Bis 1807 wurde das Gut Frauenthal von der k.k. böhmischen Staatsgüteradministration verwaltet, danach öffentlich versteigert und an Joseph Graf von Unwerth verkauft. Nach dessen Tod erbte 1822 Eugen Graf Silva-Tarouca-Unwerth den Besitz. Im Jahre 1831 entstand ein neues Schulhaus. 1838 wurden in der Langendorfer Filialschule 86 Kinder ganzwöchig unterrichtet, hinzu kamen noch 41 Sonntagsschüler.
Im Jahre 1840 bestand das im Caslauer Kreis gelegene Dorf Langendorf aus 64 Häusern, in denen 426 überwiegend deutschsprachige Personen lebten. Im Ort gab es die Filialkirche St. Nikolaus, eine Filialschule mit eigenem Lehrer sowie zwei dem bäuerlichen Hausgebrauch dienende Mühlen. Am Wartberg betrieb die Herrschaft Polna Eisenerzgruben, die gewonnenen Erze wurden in der Fürstlich Dietrichsteinschen Eisenhütte zu Ransko ausgeschmolzen. Pfarrort war Frauenthal. Bis zur Mitte des 19. Jahrhunderts blieb das zur Iglauer Sprachinsel zugerechnete Dorf dem Gut Frauenthal und Termeshöfen untertänig.
Nach der Aufhebung der Patrimonialherrschaften bildete Langendorf / Dlouhá Ves ab 1849 eine Gemeinde im Gerichtsbezirk Deutschbrod. Ab 1868 gehörte der Ort zum Bezirk Deutschbrod. 1869 hatte Langendorf 451 Einwohner und bestand aus 63 Häusern. In Pattersdorf wurde 1875 eine eigene Schule eröffnet, zwei Jahre später wurden die Uttendorfer Kinder nach Silberberg umgeschult. Da das Schulhaus in einem schlechten Zustand war, erfolgte 1895 gegenüber der Kirche der Bau einer neuen Schule. Im Jahre 1900 lebten in Langendorf 450 Menschen, 1910 waren es 486. Zu Beginn des 20. Jahrhunderts wurde eine Stärkefabrik gegründet. 1914 wurde das Schulhaus aufgestockt, der deutsche Schulverein spendete dafür 17.000 Kronen. Nach der Gründung der Tschechoslowakei wurde 1920 in der deutschen Volksschule eine tschechische Minderheitenschule untergebracht. Da es in Langendorf noch immer keine Feuerwehr gab, wurde 1923 aus den Reihen der tschechischen Minderheit eine Freiwillige Feuerwehr gegründet. 1930 hatte Langendorf 500 Einwohner und bestand aus 89 Häusern. Die deutschsprachige Bevölkerung wurde nach dem Zweiten Weltkrieg größtenteils vertrieben. Beim Zensus von 2001 lebten in den 104 Häusern der Gemeinde 342 Personen. Seit 2007 führt Dlouhá Ves ein Wappen und Banner.

## Gemeindegliederung
Für die Gemeinde Dlouhá Ves sind keine Ortsteile ausgewiesen. Zu Dlouhá Ves gehören die Einschichten Ke Dvorku und U Tonerů (Tonners).
Das Gemeindegebiet bildet den Katastralbezirk Dlouhá Ves u Havlíčkova Brodu.

## Sehenswürdigkeiten

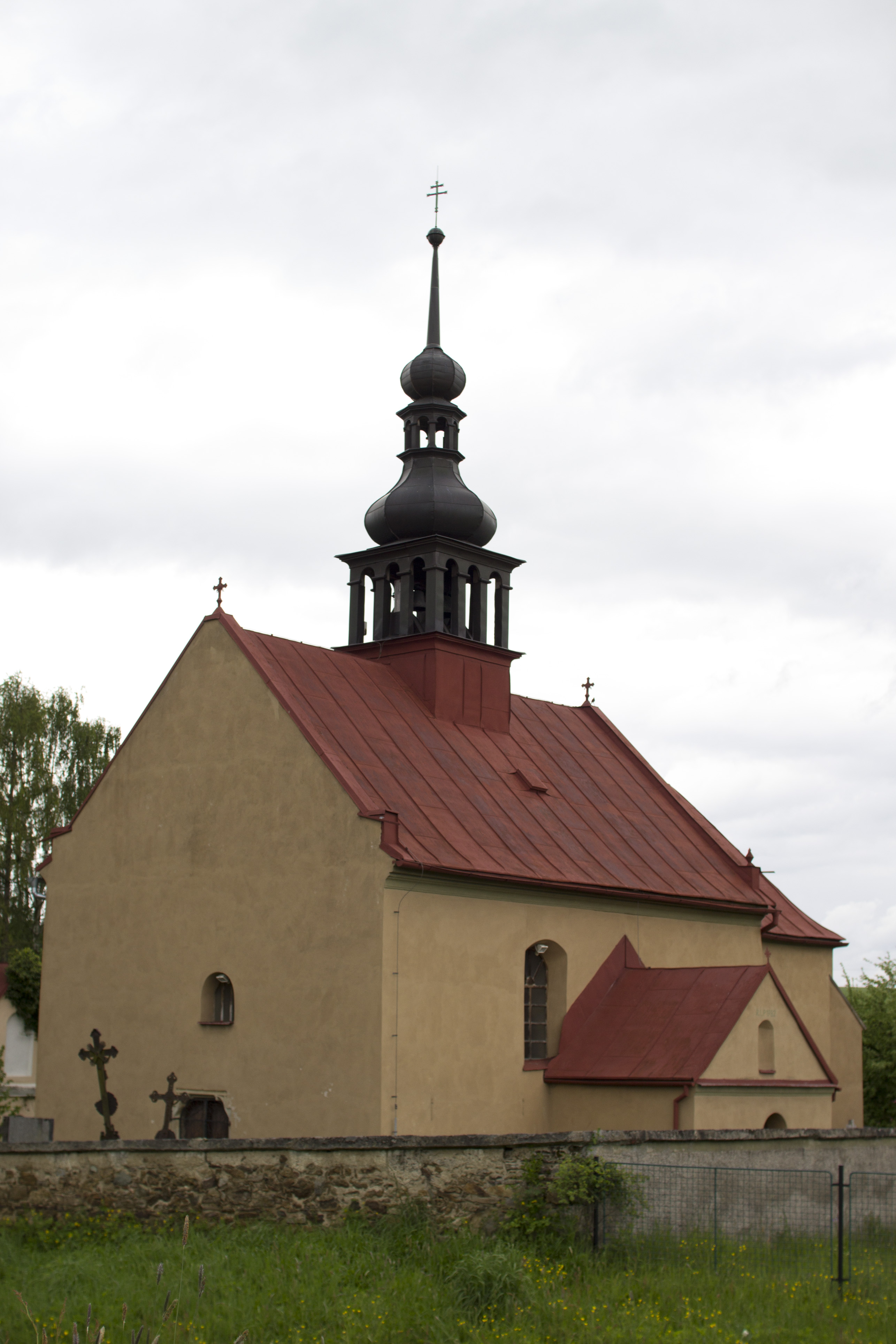
Kirche des hl. Nikolaus

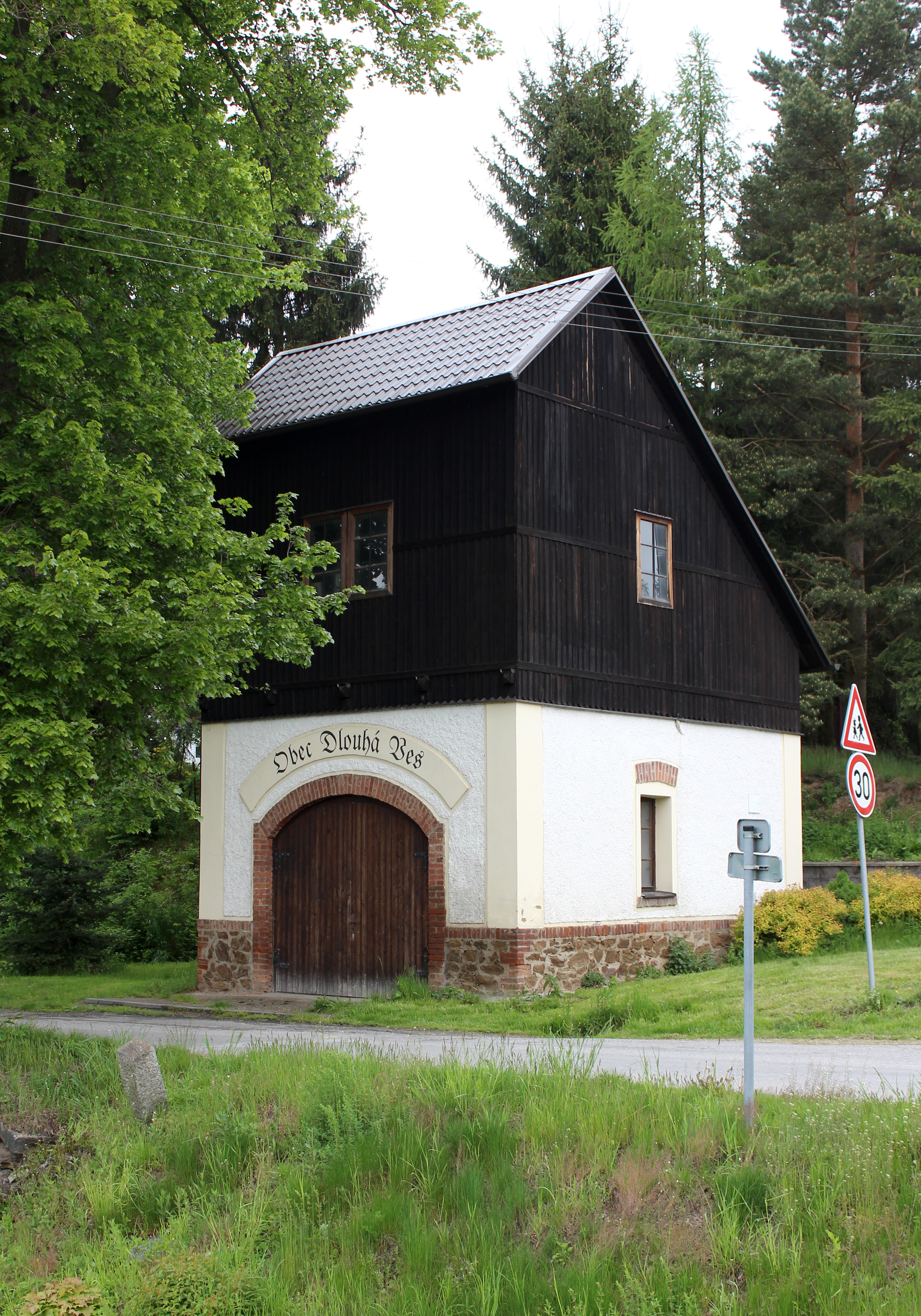
Altes Spritzenhaus

- Kirche des hl. Nikolaus, errichtet im 13. Jahrhundert. Sie ist umgeben von einem Friedhof mit Karner.
- Mehrere Flurkreuze
- Altes Spritzenhaus, erbaut 1923–1925 durch die tschechische freiwillige Feuerwehr